# Erik Hämäläinen
Erik Vesa Hämäläinen (Rauma, 20 aprile 1965) è un ex hockeista su ghiaccio finlandese.

## Palmarès

### Giochi olimpici invernali
- Bronzo a Lillehammer 1994